# Tim Mason

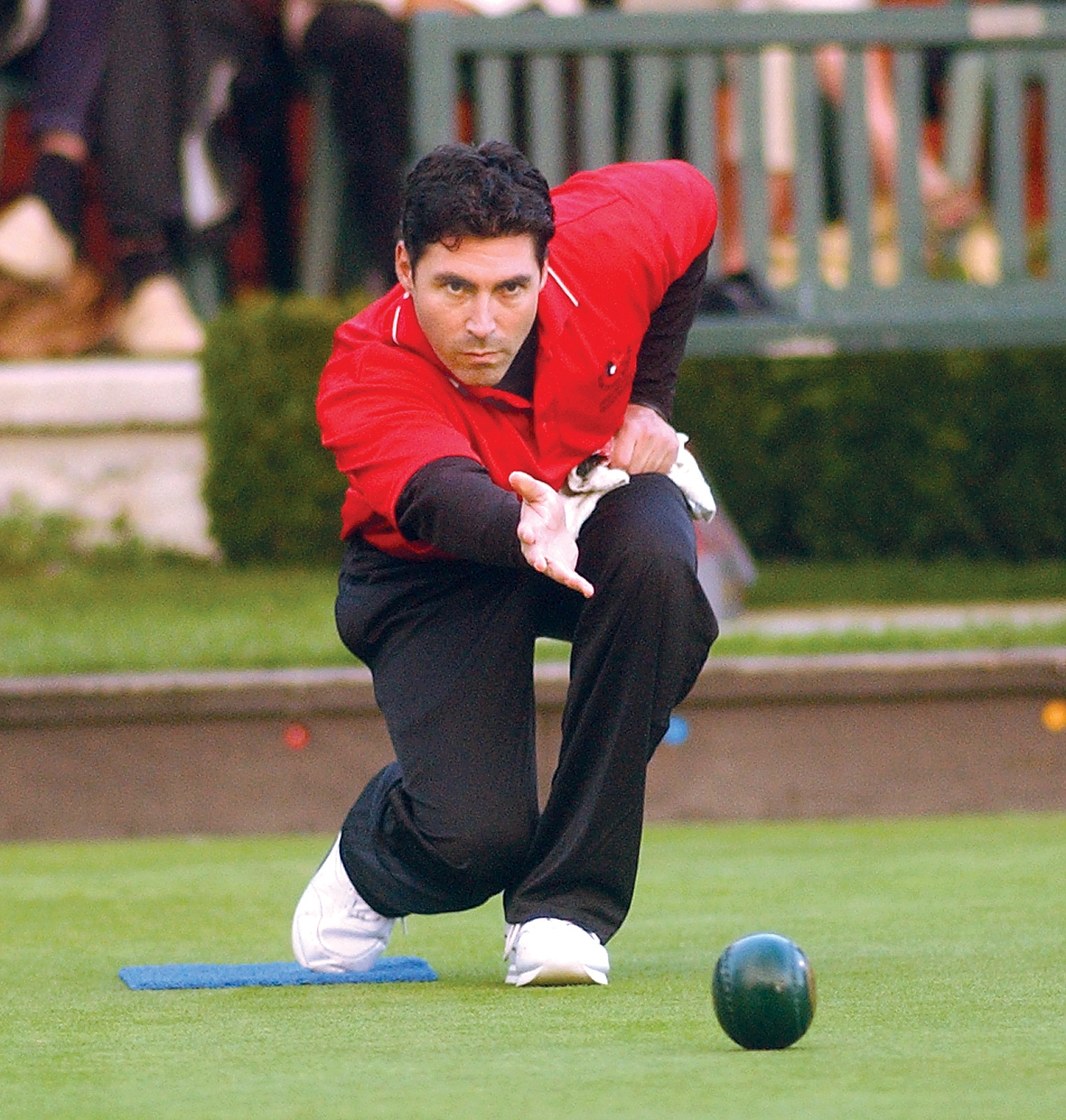
Tim Mason.

Tim Mason (n. en Penetanguishene, Ontario el 16 de septiembre de 1974) es un jugador de bowls canadiense. Fue campeón nacional en dos oportunidades y es medallista internacional, con medalla de plata y bronce en el Campeonato de Asia y Pacífico y medalla de oro en el campeonato de Norteamérica.
Habiendo solo jugado al bowls por tres años, Tim Mason hizo su aparición en la escenda de este deporte atrayendo atención nacional en su país natal, Canadá. Es ganador del Campeonato Nacional de Canadá tanto en modalidad outdoor como indoor. Su carrera se ha desarrollado principalmente en Canadá también ha cosechado éxitos a nivel internacional. Integró el equipo de Canadá en la Copa Mundial del 2006, disputada en Australia, y rápidamente se convirtió en miembro del Equipo Nacional Canadiense (Canadian National Team). Antes de comenzar a jugar bowls, Tim fue un jugador profesional de hockey.
Tim vive en West Vancouver, (Columbia Británica) y es miembro del Lawn Bowling Club de West Vancouver. Fue nominado al premio de atleta del año de Columbia Británica.